# Pascal Nouma

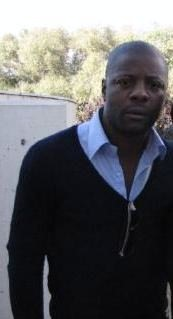
Pascal Nouma

Pascal Nouma, född 6 januari 1972 i Frankrike, är en fransk före detta professionell fotbollsspelare. Han inledde sin karriär genom att spela för franska Paris Saint-Germain 1989. Han spelade i ett antal olika klubbar i Frankrike innan han 2000 flyttade till turkiska Beşiktaş JK. Nouma avslutade spelarkarriären 2005